# فیلیپ تانورا
فیلیپ تانورا (انگلیسی: Philip Tannura؛ ۲۸ مارس ۱۸۹۷ – ۷ دسامبر ۱۹۷۳) فیلم‌بردار اهل ایالات متحده آمریکا بود. وی بین سال‌های ۱۹۱۷ تا ۱۹۶۷ میلادی فعالیت می‌کرد.
از فیلم‌ها یا مجموعه‌های تلویزیونی که وی در آن‌ها نقش داشته است، می‌توان به بی‌رنج گنج میسر نمی‌شود، آرایش، امور خانوادگی و همچنین مجموعه‌فیلم‌های کوتاهِ سه کله‌پوک اشاره نمود.